# مالكوس (مؤرخ)
مالكوس أو مالخوس كان مؤرخًا بيزنطيًا من القرن الخامس من أصل عربي من مدينة فيلادلفيا [الإنجليزية] (عمّان). وفقًا لـموسوعة "سودا" ، كان مالخوس بيزنطيًا (أي من القسطنطينية)؛ لكن فوتيوس يذكر أنه كان من مواطني فيلادلفيا؛ رباه القديمة في بلاد عمونيتس، شرقي نهر الأردن. اسمه يجعل من المحتمل أنه جاء أصلًا من العرب حول فيلادلفيا، حيث أن اسمه يعني الاسم العربي مالك مُضافًا إلى اللاحقة اليونانية (وس).
من المحتمل أن مالكوس تابع مهنته كخطيب أو سفسطائي في القسطنطينية . وفقًا لـ " سودا" ، فقد كتب تاريخًا يمتد من عهد قسطنطين الأول إلى عهد أناستاسيوس الأول؛ لكن عمله المعروف في سبعة كتب، والذي قدم فوتيوس وصفًا له (Bibl. cod. 78)، وأطلق عليه لقب " Βυζαντιακά"، شمل فقط الفترة من المرض الأخير للإمبراطور الشرقي ليو الأول (473 أو 474)، إلى وفاة يوليوس نيبوس ، إمبراطور الغرب (480). وقد افترض أن هذا كان مقتطفًا من العمل المذكور في السودا ، أو نسخة مشوهة: قال فوتيوس نفسه إنه كان غير مكتمل، حيث قال إن بداية الكتاب الأول من الكتب السبعة أظهرت أن المؤلف قد كتب بالفعل بعض الأجزاء السابقة، وأن نهاية الكتاب السابع أظهرت نيته في الاستمرار فيه، إذا نجت حياته.
وقد ظن بعض العلماء، ومن بينهم فاليسيوس [الإنجليزية] أن تاريخ مالخوس بدأ بمرض ليو، وأنه كان استمرارًا لبريسكوس، الذي من المفترض أن تاريخه قد انتهى عند هذه النقطة. افترض بارتولد جورج نيبور [الإنجليزية] أن هذه المصادفة نشأت من لقاء فوتيوس بجزء فقط من عمل مالخوس، والذي تم إدراجه في سلسلة تاريخية [الإنجليزية] بعد عمل بريسكوس [الإنجليزية]؛ أو أن تاريخ الفترة السابقة قد قدمه مالخوس في عمل آخر. يتحدث كتاب "سودا" عن التاريخ بكامل مداه؛ وربما تم نشره في أجزاء متتالية، حيث تمكن المؤلف من إنهائه؛ ومن المحتمل أن فوتيوس لم يلتقِ إلا بجزء واحد.
يشيد فوتيوس بأسلوب مالخوس باعتباره نموذجًا للتأليف التاريخي؛ نقيًا وخاليًا من التكرار ويتكون من كلمات وعبارات مختارة جيدًا. ويلاحظ أيضًا مكانته المرموقة كخطيب، ويقول إنه كان مؤيدًا للمسيحية؛ وهو تصريح يُعتقد أنه يتعارض مع الثناء على بامبريبيوس [الإنجليزية]. لقد فقدت أعمال مالخوس، باستثناء الأجزاء الواردة في مقتطفات [الإنجليزية] قسطنطين السابع، وبعض المقتطفات في سودا.

## ملحوظات
1. ↑  Shahîd, Irfan (1989). Byzantium and the Arabs in the Fifth Century (بالإنجليزية). Dumbarton Oaks. p. 103. ISBN:978-0-88402-152-0. Archived from the original on 2025-04-27.
2. ↑  Not. in Excerpt, de Legat.
3. ↑  De Historicis

## روابط خارجية
يمكن العثور على الأجزاء الباقية من أعماله، باللغة اليونانية مع ترجمات لاتينية، في Fragmenta historicalorum Graecorum لكارل فيلهلم لودفيج مولر ، المجلد 1، ص 113. 4. 